# Festival de la fiction TV de Saint-Tropez 2005
La 7e édition du Festival de la fiction TV s'est déroulée à Saint-Tropez, du 15 au 18 septembre 2005.   

## Jury
Le jury était composé de :

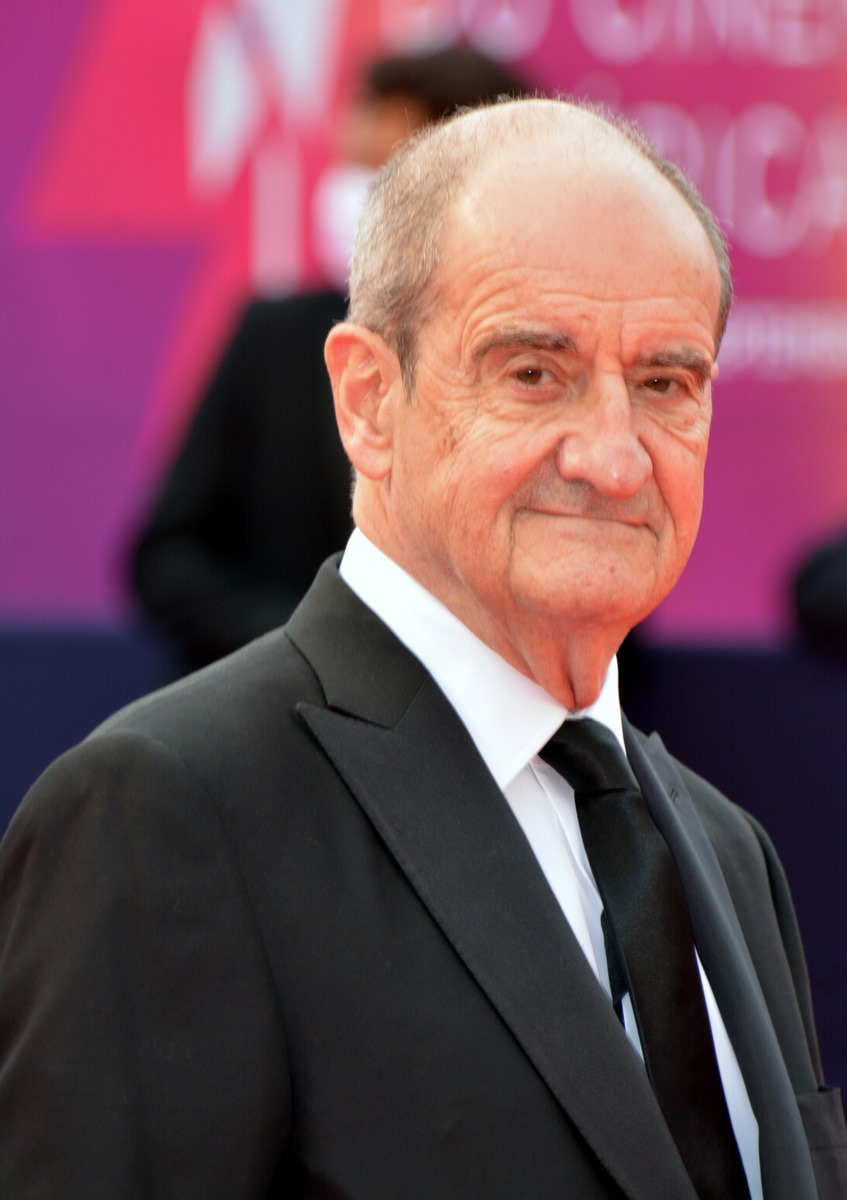
Pierre Lescure, président du jury.

- Pierre Lescure (président), ancien PDG du groupe Canal+ ;
- Ingrid Chauvin, comédienne ;
- Michèle Bernier, comédienne ;
- Laurent Malet, comédien ;
- Peter Kassovitz, réalisateur, scénariste et comédien ;
- Éric Neveux, compositeur ;
- Gérard Carré, scénariste ;
- Éric Stemmelen, responsable de la sélection.

## En compétition
Les fictions suivantes étaient en compétition : 

### Téléfilms unitaires de prime time
- Adèle et Kamel (France 2), de Vincent Monnet
- Le Bal des célibataires (France 2), de Jean-Louis Lorenzi
- Un coin d'Azur (France 3), de Heiki Arekkalio
- La Femme coquelicot (France 3), de Jérôme Foulon
- Le fond de l'air est frais (France 3), de Laurent Carcélès
- Le Frangin d'Amérique (France 2), de Jacques Fansten
- Liberata (France 3 Corse), de Philippe Carrese
- Mes deux maris (TF1), d'Henri Helman
- La Pomme de Newton (Arte), de Laurent Firode

### Séries de prime time de moins de 4 ans
- Central Nuit (France 2) - épisode La loi de la cité, réalisé par Pascale Dallet
- Diane, femme flic (TF1) - épisode Jeune fille en crise, réalisé par Étenne Dahène
- Les Hommes de cœur (France 2), réalisé par Édouard Molinaro
- Les Montana (TF1) - épisode Sans issue, réalisé par Benoît d'Aubert

### Séries d'access prime time et de day time
- Les Choses possibles (TML), réalisé par Vartan Ohanian
- Kaamelott (M6), réalisé par Alexandre Astier
- Faites comme chez vous ! (M6) - épisode Bail à dé...céder, réalisé par Gil Galiot et Emmanuelle Dubergey

## Présentés hors compétition
- Désiré Landru (TF1), de Pierre Boutron
- Galilée ou l'Amour de Dieu (France 3), de Jean-Daniel Verhaeghe
- Les Rois maudits (France 2), de Josée Dayan
- Frappes interdites (Arte), de Bernard Malaterre
- Plus belle la vie - épisode 245 (France 3), d'Éric Summer et Thierry Petit

## Palmarès
Le jury a décerné les prix suivants : 
- Meilleur téléfilm : Le Frangin d’Amérique
- Meilleure série : Les Montana
- Meilleure série d'access et day time : Faites comme chez vous !
- Prix spécial du jury : Liberata
- Meilleure interprétation masculine : Patrick Catalifo pour Les Hommes de cœur
- Meilleure interprétation féminine : Nadine Alari pour Adèle et Kamel
- Révélation et découverte : les jeunes comédiens du Frangin d’Amérique  (Léopoldine Serre, Grégoire Leprince-Ringuet, Barbara Probst, Marion Breelle, Nicolas Gatulle-Duprat, Esteban Carvajal Alegria et Cyril Leflo)
- Meilleure réalisation : Laurent Carcélès pour Le fond de l'air est frais
- Meilleur scénario : Laurent Firode pour La Pomme de Newton
- Meilleure musique : Caroline Petit pour Le fond de l'air est frais
- Prix de la contribution artistique : Jérôme Foulon pour La Femme coquelicot
- Prix hommage spécial à Françoise Fabian et Jean-Pierre Cassel pour La Femme coquelicot
- Prix de la fiction 2004-2005 - catégorie téléfilm (décerné par Télé Monte Carlo et Télé 2 Semaines) : Dans la tête du tueur
- Prix de la fiction 2004-2005 - catégorie série (décerné par Télé Monte Carlo et Télé 2 Semaines) : Clara Sheller